# 梅多萊克鎮區 (北達科他州巴恩斯縣)
梅多萊克鎮區（英語：Meadow Lake Township）是位於美國北達科他州巴恩斯縣的一個鎮區。

## 地方資料
梅多萊克鎮區的面積為94.20平方千米，當中陸地面積為93.53平方千米，而水域面積為0.67平方千米。根據2020年美國人口普查的數據，當地共有人口72人，而人口密度為每平方千米0.76人。